# Xã Madison, Quận Jasper, Missouri
Xã Madison (tiếng Anh: Madison Township) là một xã thuộc quận Jasper, tiểu bang Missouri, Hoa Kỳ. Năm 2010, dân số của xã này là 2.502 người.